# Ґрунтові води

Рис. 1.

Рис. 2. Схема взаємозв'язку поверхневих і ґрунтових вод (ліворуч — на карті, праворуч — на розрізі): а — ґрунтові води живлять річку, б — річка живить водоносний горизонт, в — з лівого берега водоносний горизонт живить річку, а з правого берега річка живить водоносний горизонт, г — взаємозв'язок ґрунтових і поверхневих вод відсутній. Показано гідроізогіпси.

Ґрунто́ві во́ди — гравітаційні підземні води першого від поверхні Землі постійного водоносного горизонту, що залягають на першому водонепроникному шарі земної кори і утворюються головним чином шляхом інфільтрації (просочування) атмосферних опадів і вод річок, озер, водосховищ, зрошувальних каналів та шахтових водовідвідних канав.

## Загальний опис
Вони становлять приблизно 23 % всієї води на нашій планеті. До них належать усі неглибоко залеглі безнапірні або з місцевим напором підземні води, які дренуються гідрографічною сіткою і формують ґрунтовий стік. У системі вертикальної зональності підземних вод вони займають верхній ярус і належать до зони інтенсивного або вільного водообміну. Режим їх тісно пов'язаний з гідрометеорологічними факторами (температура повітря, атмосферний тиск та кількість атмосферних опадів).
Розподіл ґрунтових вод за територією підпорядковуються кліматичній зональності.
Для ґрунтових вод характерна гідрохімічна зональність, яка полягає в збільшенні з півночі на південь в європейській частині глибини залягання та мінералізації води.
За умовами формування хімічного складу ґрунтових вод можна виділити дві зони:
- а) зону ґрунтових вод вилуговування;

- б) зону ґрунтових вод континентального засолення.

Води першої зони формуються в областях надлишкового зволоження або в областях помірно вологих, але ще характеризуються наявністю добре проникних порід, високою динамічністю та активним дренажем.
Мінералізація ґрунтових вод цієї зони здебільшого не перевищує 1 г/дм³. Води другої зони формуються в умовах аридного клімату звичайно на територіях пустель, напівпустель та сухих степів. У таких районах спостерігається значно більша різноманітність типів хімічного складу й у зв'язку з цим зустрічаються прісні, солонуваті та солоні води гідрокарбонатно-сульфатні, сульфатні, сульфатно-хлоридні та хлоридні.
Ґрунтові води — джерело водопостачання.
Нижче дзеркала ґрунтових вод, в межах водоносного горизонту, знаходиться зона насичення. Ґрунтові води безнапірні, але іноді над дзеркалом водоносного горизонту залягають водотривкі шари і лінзи, які створюють місцевий напір. Живлення ґрунтових вод відбувається в основному за рахунок інфільтрації атмосферних опадів. Області їх живлення і поширення збігаються внаслідок відсутності вгорі водотривкого шару.
Для визначення напрямку руху ґрунтових вод будують карти гідроізогіпсів — ліній, що з'єднують точки з однаковими відмітками дзеркала ґрунтових вод.

## Зональність ґрунтових вод

Рис. 3. Схема зональності ґрунтових вод на території України: I — високі ґрунтові води Півночі; II — ґрунтові води зони глибоких ярів; III — ґрунтові води яружно-балкової зони; IV — ґрунтові води причорноморських балок.

### Зональні води
Об'єми, глибини залягання і якість ґрунтових вод залежать не лише від геологічних, але і від географічних факторів. Ґрунтові води поділяються на зональні (за своїм характером пов'язані з зональністю факторів, що діють на них) і азональні (не пов'язані з певними зональними факторами).
I. Високі ґрунтові води, поширені на півночі України і займають переважно зону Полісся. Вони знаходяться в четвертинних відкладах, вміщують невелику кількість мінеральних солей і невеликі домішки органічних сполук. Глибина залягання дзеркала ґрунтових вод від 4–6 інколи до 10 м на міжріччях, а в понижених місцях вони майже зливаються з болотами. Для цієї зони характерною є участь ґрунтових вод у живленні річок і боліт.
II. Ґрунтові води зони глибоких ярів, розповсюджені на території Донбасу і Харківщини. Залягають вони місцями на глибині 25–30 м, є прісними, з мінералізацією до 0,75–1,0 г/л. Живлення річок ґрунтовими водами тут дещо послаблене, тому що кліматично це зона нестійкого зволоження: кількість опадів за окремі роки буває меншою за величину випаровуваності. Якість питної води задовільна, жорсткість її середня і висока (часто до 7–9 ммоль-екв/л).
III. Ґрунтові води яружно-балкової зони займають велику те¬риторію України — від Ужгорода до Луганська. Води тут майже скрізь залягають глибоко, інколи навіть на глибині 50–60 м. Джерела зустрічаються рідко. Води, як правило, жорсткі з мінералізацією близько 1 г/л, інколи солонуваті. Живлення річок за рахунок ґрунтових вод є незначним.
IV. Ґрунтові води причорноморських балок займають південну частину території України. Залягають дуже глибоко (на вододілах до 100–120 м, дещо ближче до поверхні — в балках); води дуже засолені — мінералізація інколи досягає 5 г/л. Води жорсткі, інколи дуже жорсткі, мало придатні як питні.

### Азональні води
Існують і азональні води, що поділяються на багато різновидів. Серед них:

Рис. 4. Схема залягання прісних вод на піщаному острові.

1. Болотні води пов'язані в основному з низинами. Залягають вони близько до денної поверхні, дуже насичені органікою, від чого їхній колір часто стає бурим. Як правило, ці води є мутними, дуже м'якими (їхня загальна жорсткість до 0,9–1,0 ммоль-екв/л, рН = 3–4), мають характерний «болотяний» запах, вміщують у собі багато заліза. Разом з тим вони дуже агресивні відносно бетонів будівельних споруд.
2. Ґрунтові води алювіальних і флювіогляціальних відкладів, що приурочені в основному до пісків, супісків і суглинків, залягають на глибинах від кількох сантиметрів до 15 і більше метрів. Як правило, ці води слабо мінералізовані або прісні і мають зв'язок із водами річок та озер.
3. Ґрунтові води дюн та морських узбереж. Дюни зустрічаються поблизу морських узбереж, де вони утворюються за рахунок піску, що ви-носиться морським прибоєм на берег. Інколи із дюнних пісків складаються острови поблизу пологих піщаних берегів. Дюнні піски добре проникні для води. Помічено, що під час буріння деяких дюн у свердловинах спочатку появляється вода прісна, потім, на деякій глибині, що знаходиться нижче від рівня моря, вода солона. Якщо зробити розріз через дюну, то побачимо, що прісна вода залягає у вигляді тіла, верхня частина якого слабо опукла, порівняно з нижньою.
4. Ґрунтові води областей кінцевих морен залягають без певної закономірності. Поряд із поверхневими болотними водами зустрічаються і такі, дзеркала яких знаходяться відносно глибоко. Вони залягають у пісках і гравійно-галькових відкладах, прісні або слабомінералізовані широко використовуються для водопостачання в північних областях України (Волинська, Житомирська, Рівненська області), де і зустрічаються кінцево-моренні відклади.